# Dobków (województwo łódzkie)
Dobków – wieś w Polsce położona w województwie łódzkim, w powiecie łaskim, w gminie Wodzierady.
Miejscowość położona jest na Wysoczyźnie Łaskiej.
W latach 1975–1998 miejscowość administracyjnie należała do województwa sieradzkiego.